# My Moment
«My Moment» es una canción de la estadounidense Rebecca Black. La canción fue escrita y producida por Brandon "Blue" Hamilton y Tolbert Quinton, y coproducido por Charlton Pettus. Fue lanzado a través de iTunes Store en la etiqueta RB Friday, Inc, como segundo sencillo de Black el 18 de julio de 2011. La canción está dirigida a todos los que la criticaron por su anterior sencillo, "Friday".
"My Moment" recibió críticas mixtas por los críticos de música, y algunos consideran el tema como muy diferente a la canción anterior de Black, teniendo en cuenta su dulce, pero critica la utilización de Auto-Tune en la voz de Black. El video musical, dado a conocer el mismo día, retrata a Black con sus momentos, como la grabación de su canción y una aparición en el estreno de una película. En menos de veinticuatro horas después de su lanzamiento, el vídeo ya tenía más de un millón de visitas en YouTube.

## Antecedentes
El 11 de julio de 2011, se reveló que Rebecca iba a lanzar un nuevo sencillo titulado "My Moment", escrita y producida por Brandon "Blue" Hamilton y Tolbert Quinton, y coproducido por Charlton Pettus. También se reveló que Black va a publicar cinco canciones en un EP en agosto de 2011. El 13 de julio de 2011, dio a conocer la portada del sencillo a través de su cuenta de Twitter. El 18 de julio de 2011, el video musical fue subido a YouTube en el canal de Black, mientras que el sencillo fue lanzado digitalmente en iTunes Store el 19 de julio de 2011. Cuando se le preguntó acerca de "My Moment", en una entrevista con CBS News, Black dijo que, después de "Friday", necesitaba "Encontrar la canción perfecta dirigida a los que la odian un poco"

## Composición
«My Moment» es una canción de autocapacitación que dura tres minutos y veinte cinco segundos. Según Jocelyn Vena de MTV, la canción "se dirige a todos los enemigos que no necesariamente odiaban Friday". La canción comienza con, "¿Eres el que dijo que iba a ser nada? / Bueno, yo estoy a punto de demostrar que te equivocas / No soy la única que cree en algo / Mi único deseo está a punto de hacerse realidad. Como dice la canción, Black dirige la canción a los que odian aún más. My Moment" "dispone de una sencilla melodía a medio tiempo con un uso prominente de los teclados estridentes en el fondo.

## Video musical
El 11 de julio de 2011, en una entrevista con The Hollywood Reporter, Black dijo que el video musical dice que "la historia de su ascenso repentino a la fama". [...] Es una historia de cuento de hadas, pero sucedió en la vida real." El 18 de julio de 2011, el video musical fue lanzado a través de YouTube en el canal de Black. El video comienza con Black en un estudio terminando la grabación de canciones. Durante todo el vídeo, se intercalan escenas con imágenes de varios de Black en apariciones en televisión, caminando sobre alfombras rojas, conduciendo por Hollywood y recibiendo la felicitación de sus fanes. Después la cantante se ve en una silla de maquillaje, y ensayando varias pasos, antes de que realmente empieza la coreografía completa con los finalistas de So You Think You Can Dance Robert Boyd Roldán y Kent. El video termina con Black en el estreno de su película de ficción titulada "My Moment". En menos de veinticuatro horas después de su lanzamiento, el vídeo ya había más de un millón de visitas en YouTube. Nicole James, de MTV, dijo que, en el video musical, "Rebecca es definitivamente un Sassier poco más que Friday", la cantante que alguna vez conocimos , Mike Hale, de The New York Times dijo:" mucha gente se romperán "My Moment" por su implacable auto-celebración.